# Садовий гном

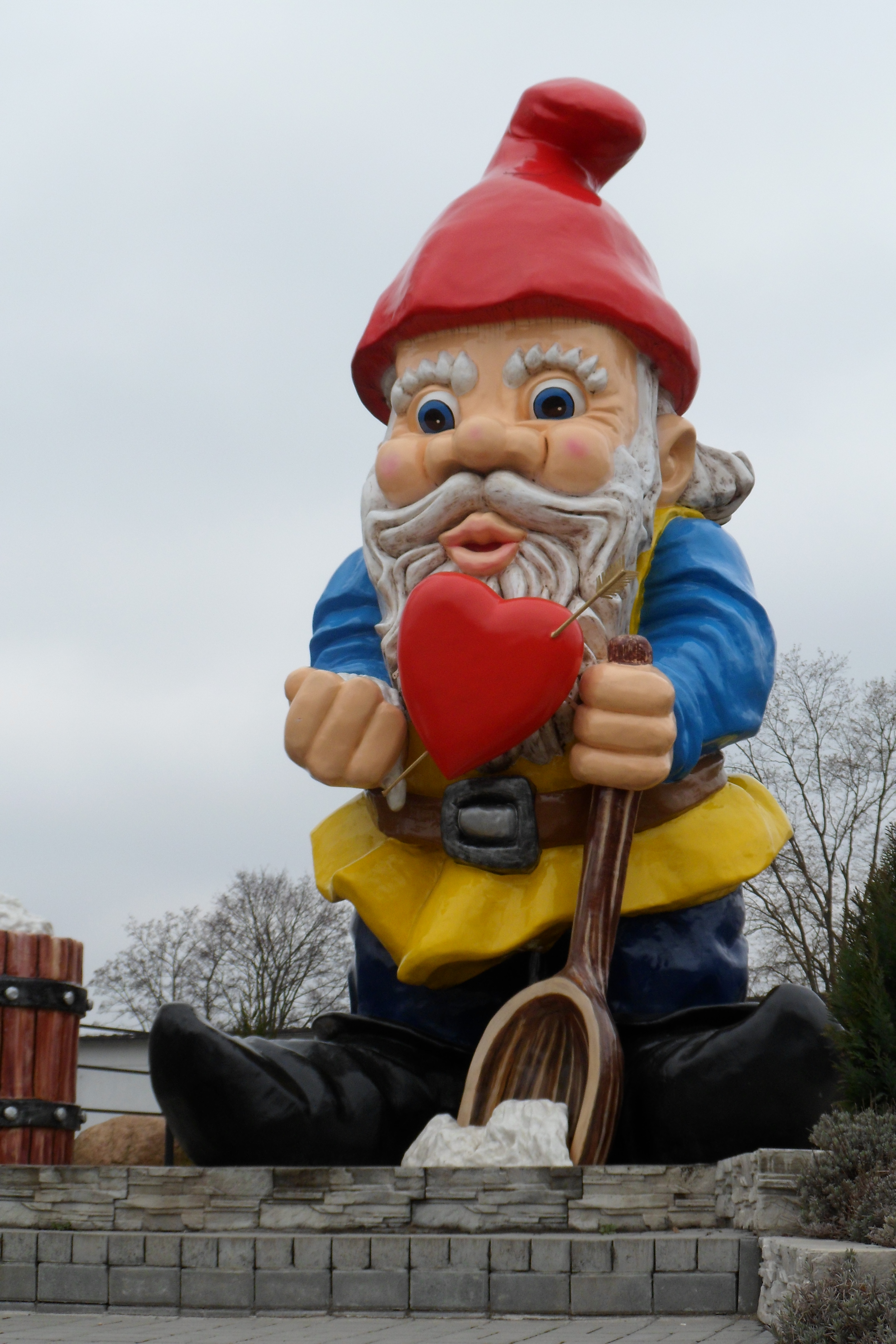
Солюш з Нової Солі, найбільший садовий гном у світі

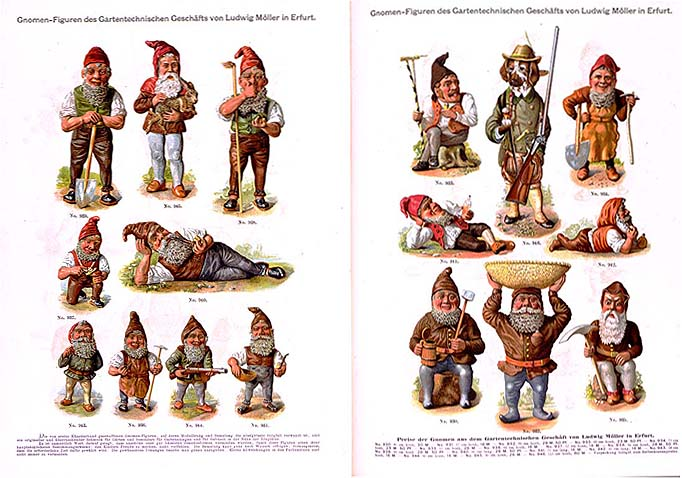
Гноми з 1910 року

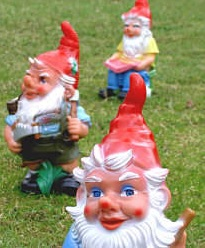
Садові гноми

Садовий гном (нім. Gartenzwerg) — фігурка з металу, гіпсу або пластмаси, з зображенням гнома, призначена для прикрашення саду. Праобразом були німецькі шахтарі з періоду середньовіччя. За деякими оцінками у німецьких садах знаходиться приблизно 25 мільйонів садових гномів.
Найбільший садовий гном у світі, володар рекорду Книги Гіннеса в 2009 р., що носить ім'я Солюш, знаходиться в Парку Гномів в Новій Сулі (Польща). Висота 5,41 м.

## Історія садових гномів
Перші садові гноми з'явилися в німецьких резиденціях у XVIII столітті. Вони були фігурами бородатих шахтарів в загострених каптурах і шкіряних фартухах, що тримають робочі інструменти: молотки, кирки, лопати.
Віденська Імператорська Мануфактура в період з 1744-1750 випустила серію гномів.
У сімдесятих роках XIX століття почалося масове виробництво садових гномів в Тюрінгії.
Садові Гноми отримали розповсюдження в XIX столітті в німецькомовних країнах і стали необхідним елементом оздоблення саду.
Стереотип вигляду гнома закоренився в популярній культурі, зокрема, завдяки казці братів Грімм про Красуню Білосніжку і сім гномів. Супутні красуні гноми в мультфільмі студії Уолта Діснея (1937) базуються на кремезних, незграбних фігурках садових гномів. В музеї в Ерфурті знаходиться картина Кранаха XVI століття, на якому зображені подібні істоти.
10 червня 2018 Гугл присвятив садовим гномам дудл.

## Естетика
На думку критиків мистецтва, садові гноми стали символом поганого смаку і невибагливого гумору. Виробники гномів почали придумувати позбавлені смаку типажі, що мають порадувати найневибагливіших споживачів. Німецьке мистецтво другої половини XIX століття переживало період застою, а саме з цього часу приходять найпоширеніші зразки. В цей час гостра конкуренція змушує виробників для створення зразків на межі порнографії. Бувають гноми з обличчями відомих політиків.
Зростаюча популярність садових гномів сприяли створенню у Франції жартівливого Фронту Звільнення Садових Гномів.
У 1981 році в Базелі виникло Міжнародне Об'єднання з Захисту Садових Гномів. Воно опікувалося, як повинен виглядати гном: він повинен бути чоловічої статі, на голові може мати тільки загострений каптур і обов'язково повинен мати бороду. її довжина не може перевищувати 69 см .

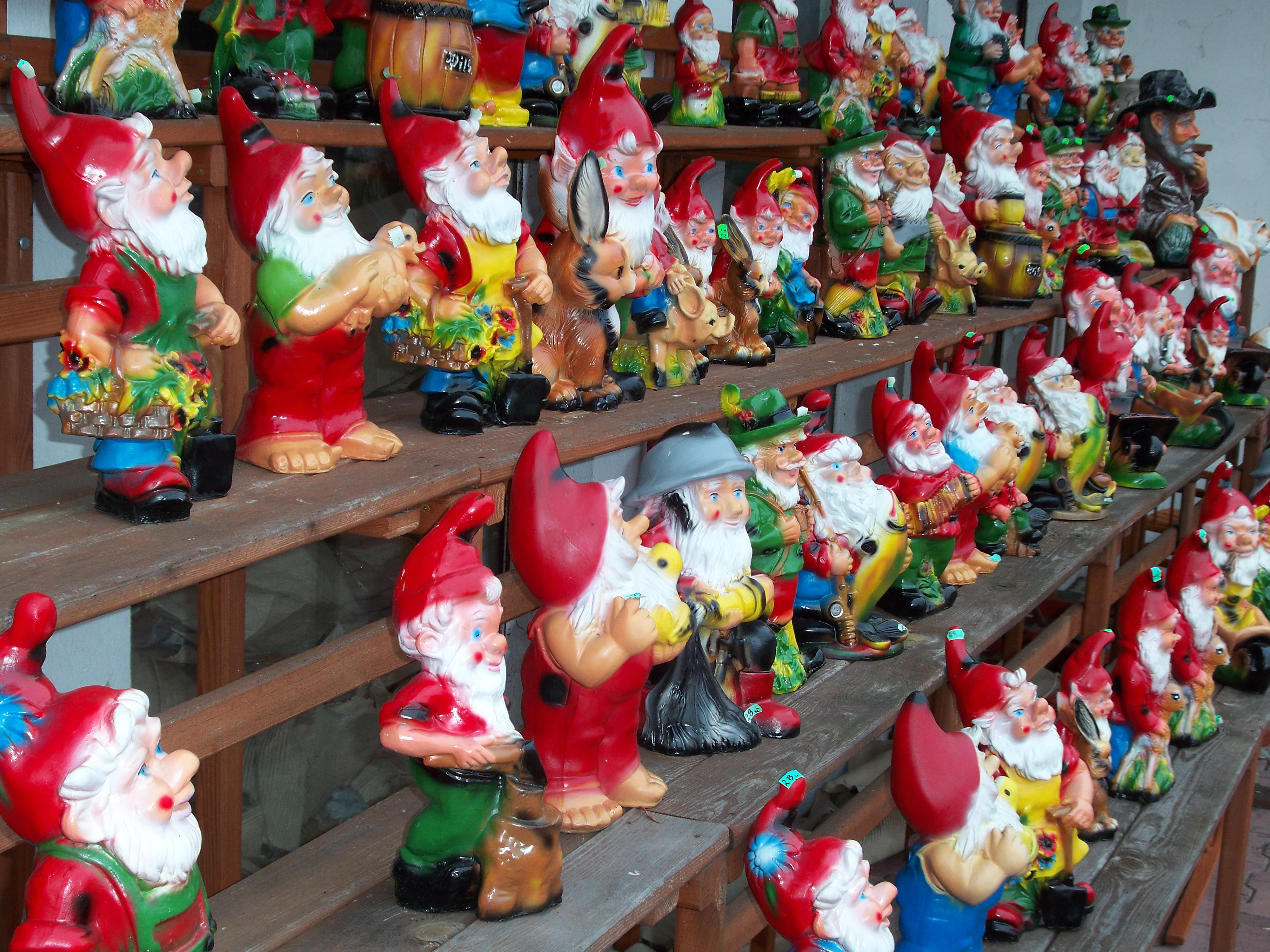
Польське виробництво садових гномів для німецького ринку

В дев'яності роки XX століття Польща стала основним постачальником бюджетних гномів на німецький ринок. У число найбільших постачальників гномів була тоді Нова Суль, в якій було близько 400 виробників цієї прикраси. Частина продукції залишалася, однак, в країні, засвідчуючи про смаки покупців. Останнім часом з польськими виробниками починають конкурувати постачальники з Далекого Сходу.